# Robert Jansen (Politiker)
Robert Jansen (* 18. Juli 1881 in Köln; † nach 1924) war ein deutscher Journalist und Politiker (DDP).

## Leben
Nach dem Abitur am Gymnasium studierte Jansen fünf Jahre Germanistik, Nationalökonomie und Neuere Geschichte. Von 1905 bis 1910 arbeitete er als Redakteur in Essen und Hamburg. Von 1910 bis 1913 war er als Chefredakteur bei der Kieler Zeitung und von 1913 bis 1919 in gleicher Funktion beim Solinger Generalanzeiger tätig. Während seiner journalistischen Tätigkeit verfasste er kritische Schriften gegen die konservative Politik des Kaiserreiches.
Nach der Novemberrevolution trat Jansen in die Deutsche Demokratische Partei (DDP) ein. Im Januar 1920 wurde er zum Hauptgeschäftsführer der DDP gewählt, deren Reichsgeschäftsstelle er von Februar 1920 bis Oktober 1922 leitete. Von 1919 bis 1921 war er Mitglied der Verfassunggebenden Preußischen Landesversammlung. Im Februar 1921 wurde er als Landeswahlvorschlag der DDP in den Preußischen Landtag gewählt, dem er bis 1924 angehörte. Außerdem war er Mitglied des parlamentarischen Beirates des Reichskommissars für die besetzten Gebiete.

## Schriften
- Die Vereinigten Liberalen in der Hamburger Bürgerschaft. 1910.
- Der Berliner Militärputsch und seine politischen Folgen. 1920.